# Miyaoka-Yau-Ungleichung
In der komplexen Geometrie dient die Miyaoka-Yau-Ungleichung (auch Bogomolov-Miyaoka-Ungleichung) zur Charakterisierung von bestimmten komplexen Mannigfaltigkeiten, den Ballquotienten.

## Miyaoka-Yau-Ungleichung für komplexe Flächen
Sei {\displaystyle S} eine kompakte komplexe Fläche von allgemeinem Typ. Dann gilt für die Chern-Klassen {\displaystyle c_{1}} und {\displaystyle c_{2}} die Ungleichung
{\displaystyle c_{1}^{2}\leq 3c_{2}}
und Gleichheit gilt nur, wenn {\displaystyle S} ein Ballquotient, also eine komplex-hyperbolische Fläche ist.

## Verallgemeinerungen
Sei {\displaystyle X} eine {\displaystyle n}-dimensionale komplexe projektive Varietät, deren kanonischer Divisor {\displaystyle K_{X}} ampel ist. Dann gilt die Ungleichung
{\displaystyle \left(c_{2}-{\frac {n}{2(n+1)}}c_{1}^{2}\right)\left[K_{X}\right]^{n-2}\geq 0}
und Gleichheit gilt nur, wenn {\displaystyle X} ein Ballquotient, also eine komplex-hyperbolische Mannigfaltigkeit ist.